# Leucophenga guttata
Leucophenga guttata är en tvåvingeart som beskrevs av Wheeler 1952. Leucophenga guttata ingår i släktet Leucophenga och familjen daggflugor. Inga underarter finns listade i Catalogue of Life.